# Equilíbrio mutação-seleção
O equilíbrio mutação-seleção é um equilíbrio no número de alelos deletérios em uma população que ocorre quando a taxa na qual os alelos deletérios são criados pela mutação é igual à taxa na qual os alelos deletérios são eliminados pela seleção.  A maioria das mutações genéticas são neutras ou deletérias; mutações benéficas são relativamente raras. O influxo resultante de mutações deletérias em uma população ao longo do tempo é neutralizado pela seleção negativa, que atua para eliminar mutações deletérias. Deixando de lado outros fatores (por exemplo, seleção de equilíbrio e deriva genética), o número de equilíbrio de alelos deletérios é então determinado por um equilíbrio entre a taxa de mutação deletéria e a taxa na qual a seleção elimina essas mutações.
O equilíbrio mutação-seleção foi originalmente proposto para explicar como a variação genética é mantida nas populações, embora várias outras formas de persistência de mutações deletérias sejam agora reconhecidas, nomeadamente a seleção de equilíbrio. No entanto, o conceito ainda é amplamente utilizado na genética evolutiva, por exemplo, para explicar a persistência de alelos deletérios como no caso da atrofia muscular espinhal,  ou, em modelos teóricos, o equilíbrio mutação-seleção pode aparecer de várias maneiras e até mesmo foi aplicado a mutações benéficas (ou seja, equilíbrio entre perda seletiva de variação e criação de variação por mutações benéficas).

## População haplóide
Como um exemplo simples de equilíbrio mutação-seleção, considere um único locus em uma população haplóide com dois alelos possíveis: um alelo normal A com frequência {\displaystyle p}, e um alelo B deletério mutado com frequência {\displaystyle q}, que tem uma pequena desvantagem relativa de aptidão {\displaystyle s}. Suponha que mutações deletérias de A para B ocorram a uma taxa {\displaystyle \mu }, e a mutação benéfica reversa de B para A ocorre raramente o suficiente para ser insignificante (por exemplo, porque a taxa de mutação é tão baixa que {\displaystyle q} é pequeno). Então, cada seleção geracional elimina mutantes deletérios reduzindo {\displaystyle q} por uma quantia {\displaystyle spq}, enquanto a mutação cria alelos mais deletérios, aumentando {\displaystyle q} por uma quantia {\displaystyle \mu p}. O equilíbrio mutação-seleção ocorre quando essas forças se cancelam e {\displaystyle q} é constante de geração em geração, o que implica {\displaystyle q=\mu /s}. Assim, desde que o alelo mutante não seja fracamente deletério ({\displaystyle s} muito pequeno) e a taxa de mutação não for muito alta, a frequência de equilíbrio do alelo deletério será pequena.

## População diplóide
Em uma população diplóide, um alelo deletério B pode ter efeitos diferentes na aptidão individual em heterozigotos AB e homozigotos BB dependendo do grau de dominância do alelo normal A. Para representar isso matematicamente, deixe que a aptidão relativa de homozigotos e heterozigotos deletérios seja menor do que a de homozigotos normais AA por fatores de {\displaystyle 1-hs} e {\displaystyle 1-s} respectivamente, onde {\displaystyle h} é um número entre {\displaystyle 0} e {\displaystyle 1} medindo o grau de dominância ({\displaystyle h=0} indica que A é completamente dominante enquanto {\displaystyle h=1/2} indica ausência de dominância). Para simplificar, suponha que o acasalamento seja aleatório.
O grau de dominância afeta a importância relativa da seleção em heterozigotos versus homozigotos. Se A não for completamente dominante (ou seja, {\displaystyle h} não é próximo de zero), então as mutações deletérias são removidas principalmente pela seleção em heterozigotos porque os heterozigotos contêm a grande maioria dos alelos B deletérios (assumindo que a taxa de mutação deletéria {\displaystyle \mu } não é muito grande). Este caso é aproximadamente equivalente ao caso haplóide anterior, onde a mutação converte homozigotos normais em heterozigotos a uma taxa {\displaystyle \mu } e a seleção atua em heterozigotos com coeficiente de seleção {\displaystyle hs} ; por isso {\displaystyle q\approx \mu /hs} .

## Exemplo
O primeiro artigo sobre o assunto foi de Haldane, 1935, que utilizou a prevalência e a taxa de fertilidade da hemofilia em homens para estimar a taxa de mutação em genes humanos.